# 库洛米耶城市公共交通

## 历史
库洛米耶市区内原无城市公共交通线路，2009年，Transdev开通13路公交车，是库洛米耶市区内第一条常规公交线。2018年1月，原有的13路被分成了四条公交线路，按照罗马字母排序。

## 线路网

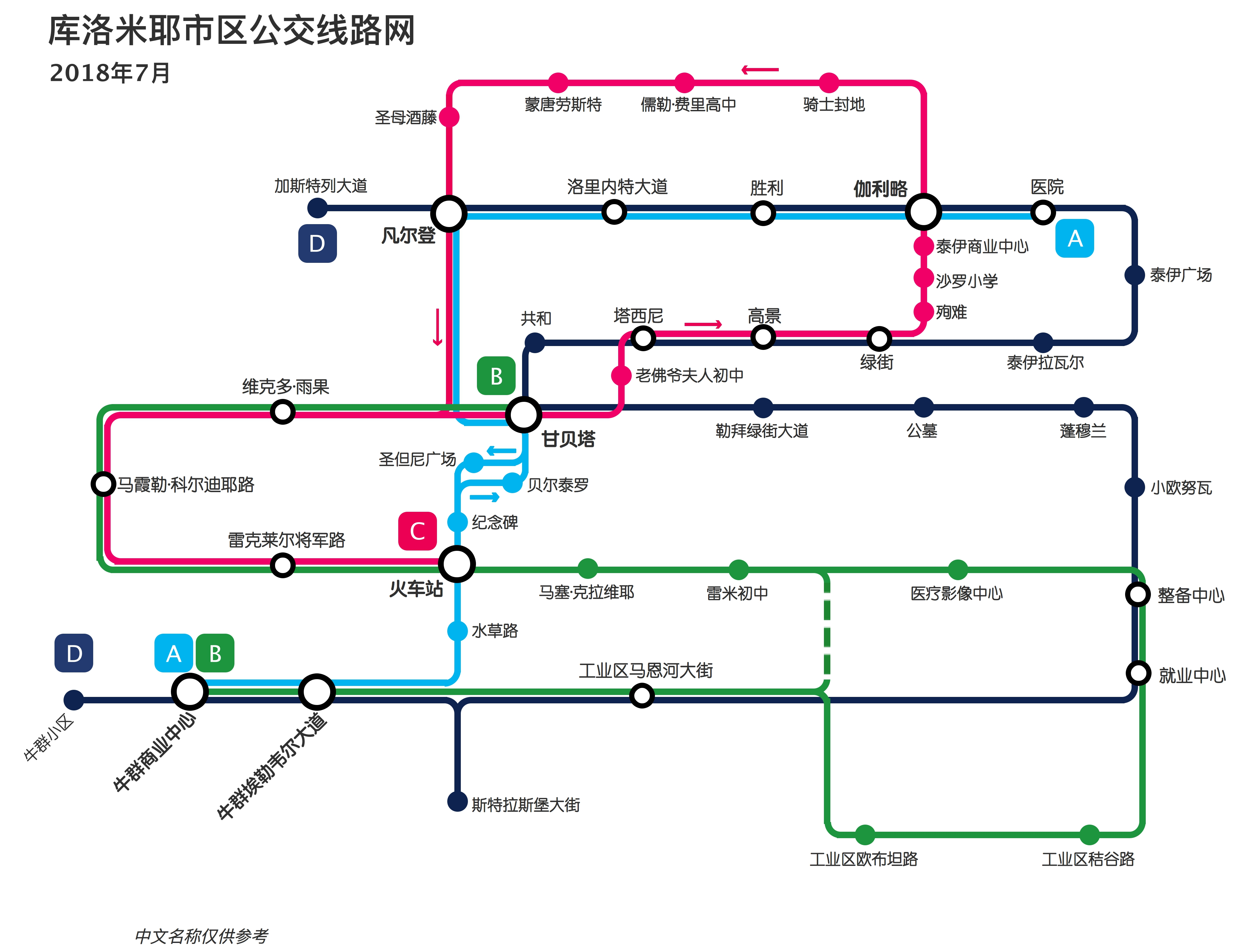
库洛米耶公交线路网（中文）

## 线路
截止2018年7月底，库洛米耶市区内共有4条公交线路。
| Coul'Bus 库洛米耶城市公交线路一览表 | |
| 编号 | 线路及沿途站点 |
| A | 沃-商业中心 ↔ 沃-罗贝尔·埃尔韦大道 ↔ 水草路 ↔ 库洛米耶火车站 ↔ 纪念碑 ↔ 圣但尼广场 ↑↔ 贝尔特罗 ↓↔ 甘必大 ↔ 凡尔登 ↔ 洛里内特大道 ↔ 胜利 ↔ 同盟国-加利埃尼 ↔ 医院 |
| B | 沃-商业中心 ↔ 沃-罗贝尔·埃尔韦大道 ↔ 工业区-马恩河大街 ↔ 工业区-欧布坦路 ↔ 工业区-奥热瓦勒路 ↔ 就业中心 ↔ 整备中心 ↔ 医疗影像中心 ↔ 雷米初级中学 ↔ 马塞·克拉维耶 ↔ 库洛米耶火车站 ↔ 勒克莱尔将军路 ↔ 马夏尔·科尔迪耶路 ↔ 维克多·雨果 ↔ 甘必大                                                                           |
| C | 库洛米耶火车站 → 勒克莱尔将军路 → 马夏尔·科尔迪耶路 → 维克多·雨果 → 甘必大 → 拉斐特夫人初级中学 → 德·拉特尔·德·塔西尼 → 高景 → 绿街 → 髑髅地 → 沙罗小学 → 泰伊-商业中心 → 同盟国-加利埃尼 → 骑士团封地 → 茹费理高级中学 → 蒙唐格洛 → 酒藤圣母 → 凡尔登 → 马夏尔·科尔迪耶路 → 勒克莱尔将军路 → 库洛米耶火车站            |
| D | 沃-小区 ↔ 沃-商业中心 ↔ 沃-罗贝尔·埃尔韦大道 ↔ 斯特拉斯堡大街 ↔ 工业区-马恩河大街 ↔ 就业中心 ↔ 整备中心 ↔ 小欧努瓦 ↔ 蓬穆兰 ↔ 公墓 ↔ 勒拜大道-绿街 ↔ 甘必大 ↔ 共和 ↔ 德·拉特尔·德·塔西尼 ↔ 高景 ↔ 绿街 ↔ 泰伊-洗衣房 ↔ 泰伊-广场 ↔ 泰伊-洗衣房 ↔ 医院 ↔ 同盟国-加利埃尼 ↔ 胜利 ↔ 洛里内特大道 ↔ 凡尔登 ↔ 加斯泰利耶大道 |
| - 在"线路及沿途站点"一栏中，车站后面的"↓"代表该站仅下行方向（从左往右）单向停靠，"↑"则代表该站仅上行方向（从右往左）单向停靠，另C线为单循环线路。灰色部分仅部分时段停靠。 - 中文名称非官方正式翻译，仅供参考。 - D线周日及节假日停运，其余三条线路全年运行 | |